# Стражеви кораб
Стражеви кораб (СК) – клас бойни надводни кораби, предназначени за носене на дозорна служба, охрана на големи кораби, транспортни съдове и десантни кораби (съдове) от атака на подводници, торпедни катери и авиацията на противника при морски преходи и при стоянка на открити рейдове. Стражевите кораби също се използват и за носене на дозорна служба на подходите на своите военноморски бази, пристанища и за охрана на морските граници.
Като самостоятелен клас, корабите за противолодъчна отбрана са въведени през Първата световна война, във връзка с това, че подводниците, които първоначално следвало да се използват ограничено около базите, в първите дни на войната показват висока тактическа ценност и бойна ефективност. За първи път възниква остра необходимост за по-малки и по-евтини, по сравнение с есминците, кораби, способни да се противопоставят на подводната опасност. Необходим е специален кораб, който да издирва подводници, да конвоира транспорти, да носи патрулна служба до военноморските бази. Тези задачи успешно се решават и от ескадрените миноносци, но те просто не са достатъчно на брой. Притежавайки значителна огнева мощ, есминците се привличат основно за други бойни задачи, сектора на които крайно се разширил.
Англия първа е принудена да започне интензивно търсене на сили и средства за борба с германските подводници, изработвайки тактиката на противолодъчната борба, да усъвършенства противолодъчното оръжие и средства. Така, за първи път в света, първите противолодъчни кораби се появяват в британския флот, в хода на Първата световна война, заради активните действия на немските подводници. Тогава в Англия започва постройката на патрулни кораби – Патрулни кораби „Пи-ботс“ на английски: P bots, с носов стоманен таран (водоизместимост 573 тона, скорост – 22 възела, едно 100 mm оръдие, две 2 фунтови оръдия, два торпедни апарата, дълбочинни бомби).
За американския флот, по примера на англичаните, по спешност, залагат около 60 единици кораби, аналогични на СК от типа „Игъл“.
В руския флот, корабите, аналогични на английските кораби за противолодъчна отбрана, са обозначени с класификационния термин „Стражеви кораб“.
В периода 1914 – 1916 г. в Русия са построени първите стражеви кораби от типа „Коршун“ с водоизместимост 400 тона и скорост 15 възела.
Корабите на този проект имат водоизместимост 400 (350 – 530) тона; две парни турбини; скорост 15 възела (над скоростта на подводниците, когато са потопени и примерно равна на скоростта им в надводно положение); далечина на плаване 700 мили, (достатъчна за Балтийския морски театър); 2×1 – 102 mm оръдия; 1 – 40 mm зенитен автомат; предполагало се и поставянето на дълбочинни бомби.
Октомври 1917 г., няколко дни преди Великата Октомврийска революция, новия клас – „Стражеви кораб“ е официално включен в класификацията на Руския флот. Но стремително развиващите се политически събития, довели до независимостта на Финландия, стават причина за това, че първите 12 единици на СК тип „Коршун“, строени във фински корабостроителници, така и не влизат в състава на руския флот. Все пак 1916 – 1917 г. някои от тези кораби са спуснати на вода.
В първата половина на 1920-те години във флотите на морските държави влизат попълнения от нови кораби, аналогични по назначение на руските „стражи“: английските от типа „Спей“; американските тип „Игъл“; италианските тип „Алесандро“.
Имайки примерно едно и също бойно предназначение във военноморските сили на различните държави, те са класифицирани с различни термини: „Ескадрен миноносец“, „Фрегата“, „Корвета“.
В Морските сили на СССР, от 1931 г., първи представители на класа СК стават корабите от типа „Ураган“. Строителството на 18 СК, от които 8 в първата серия (шест единици за Балтика и две за Черно море), е предвидено в шестгодишната програма за военно корабостроене за 1926 – 1932 г., приета от Съвета на Труда и Отбраната в ноември 1926 г. Те са предназначени за носене на патрулна (дозорна) и разузнавателна служба, съпровождане и охрана на големи надводни кораби и конвои от нападения на подводници и водене на борба със самолетите на противника. При необходимост се предполагало да се използват и като бързоходни миночистачи. Всичко през петилетките преди войната ВМС на ВС на СССР получават 18 кораби от типа „Ураган“, построени на четири серии на заводи в Ленинград и Николаев. Част от тях, разглобени, са транспортирани с ЖП транспорт и по море на Север и на Тихия океан.
В средата на 1930-те години за морските гранични сили на СССР е въведен нов подклас стражеви кораби – „Граничен стражеви кораб“ (на руски: Пограничный сторожевой корабль), (ПСКР) или „Малък стражеви кораб“ на руски: Малый сторожевой корабль.
За противолодъчната отбрана на базите на ВМС СССР проектира и строи ПСКР от типа „Рубин“ (Проект 43), с малко по-малки размери спрямо типа „Ураган“, с дизелна силова установка (водоизместимост примерно 500 t, скорост 15 въз.; въоръжение: 1×102 mm; 2×37 mm зенитни автомата; противолодъчно въоръжение). Еднотипния СК „Бриллиант“: заложен в 1934 г.; построен и въведен в строй 1937 г.; водоизместимост 580 t; размери: 62×7.2×2.6 m; 2200 к.с; максимална скорост – 17,2 възела; далечина на плаване (на икономична скорост) – 3500 мили; въоръжение: 1×102 mm, 2×45 mm, 1×37 mm, 2×12.7 mm, 2 бомбомета; до 31 мини, екипаж– 61 души.
През 1935 г., за подсигуряване на морската гранична охрана на НКВД на СССР в Далекоизточния граничен окръг, са въведени в строй СК от типа „Киров“ (Проект 19). Двата кораба от този тип, по съветска поръчка, са построени в Италия (заложени и спуснати на вода в 1934 г.; водоизместимост нормална – 1025 t; размери: 80×8.3×3.75 m; мощност СУ – 4500 к.с; скорост – 18.5 въз.; далечина на плаване – 6000 мили; въоръжение: 3×102 mm, 4×45 mm, 3×12.7 mm, 3×7.62 mm, 24 мини, дълбочинни бомби (10 големи и 35 малки), през службата въоръжението се модернизира.
1937 г. за служба в арктическите ширини, в СССР е проектиран ПСКР от типа „Пурга“ (Проект 52), с корпус от ледоразбиващ тип. Главния кораб е заложен в Ленинградския завод „Судомех“ на 17.12.1938 г., спуснат на вода на 24.04.1941 г.
В навечерието на Втората световна война във ВМС на Великобритания са въведени нови класове кораби за охрана: „Ескортен миноносец“, „Фрегата“ и „Корвета“, които имат значителни разлики по своите тактико-технически елементи (ТТЕ), и общо основно предназначение. В системата на класификация на ВМС на СССР, тези кораби са условно отнесени към класа на СК, предназначени за съпровождане на конвои в крайбрежните води, противовъздушна и противолодъчна отбрана.
По време на войната „стражите“ са в състава на всички флоти. Тяхното бойно представяне е най-ярко в Заполярието, където освен „истински“ СК активно са използвани мобилизирани риболовни траулери (РТ), ледоразбивачи и други граждански съдове, на които е поставяно леко въоръжение. Освен това, числеността на СК се увеличава с граничните кораби (ПСКР).
Войната потвърждава ценността на СК в състава на флотите. Тези кораби, от първия до последния ден, носят бойна служба: лов и унищожение на подводници; поставяне на минни заграждения; поддръжка на десанти; доставка на продоволствие, боеприпаси, гориво в обсадените градове, евакуация на ранените и гражданското население, набези на близките комуникации на противника, ескортиране на транспортни съдове.
След Втората световна война, във флотите на много държави, бойните кораби, които от позицията на съветската класификация са аналогични на класа СК, фактически се класифицират или като „Ескортен миноносец“ или като „Фрегата“ или „Корвета“, в зависимост от индивидуалните им характеристики. Корвета, като правило е с най-малка водоизместимост и най-евтин. Тези кораби са многочислени. В началото на 1970-те години в състава на флота на САЩ корабите, аналогични на СК, са 63 единици и още 124 единици в резерв. В Англия тяхното число е 65 единици, във Франция – 28 единици.
В съвременните условия корабите, аналогични на СК, са предназначени главно за осигуряване на противолодъчната отбрана на кораби и съдове в морето, могат да се използват като отбрана на съединения кораби и конвои при морски преходи, за участие в противолодъчни операции в състава на специални групи, за подсигуряване на десантни операции, носене на патрулна и спасителна служба.
От гледна точка на опита на Втората световна война и следвоенното развитие на ракетното оръжие, обща тенденция в развитието на СК е усъвършенстването на системите на зенитното въоръжение, способни ефективно да противодействат на главния противник на надводните кораби – въздушните средства за нападение: самолети, управляеми снаряди, крилати ракети.
Статистически, съвременните стражеви кораби (ескортни миноносци, корвети и фрегати) имат водоизместимост до 4000 тона, главна енергетична установка (ГЕУ) се развива и усъвършенства в посока на преход от дизелни и паротурбинни към по-мощната газотурбинна установка, скорост 30 – 35 възела, въоръжени са с противокорабни и зенитни ракетни комплекси, артилерийски установки, апаратура за откриване на подводници и противолодъчно оръжие, радиоелектронни комплекси за наблюдение, връзка, навигация и управление на оръжието.
Към 2014 г., системата за класификация на бойните кораби на ВМС на Руската Федерация предполага замяна на съветския класификационен термин „Стражеви кораб“ с термина „Фрегата“.